# سیارک ۲۲۷۰
سیارک ۲۲۷۰ (به انگلیسی: 2270 Yazhi، نامگذاری:1980ED) دو هزار و دویست و هفتادمین سیارک کشف شده‌است که در ۱۴ مارس ۱۹۸۰ کشف شد.
قدر مطلق سیارک برابر ۱۰٫۹۰ است.